# John Frusciante
John Anthony Frusciante, född 5 mars 1970 i Queens i New York, är en amerikansk musiker, mest känd som gitarrist i rockbandet Red Hot Chili Peppers 1988 – 1992, 1998 – 2009 samt från och med december 2019.

## Biografi

### Uppväxt (1970-1988)
John Frusciante föddes i Queens, New York till John och Gail Frusciante. John och hans mamma flyttade senare till Santa Monica, Kalifornien där en ung Frusciante blev fascinerad av punkrocken, framförallt Red Hot Chili Peppers, ett lokalt band. Frusciante har erkänt en viss besatthet av Red Hot Chili Peppers, särskilt deras gitarrist Hillel Slovak. Enligt Flea hade Frusciante som 18-åring lärt sig själv både basgitarr och gitarrdelarna till varenda låt The Chili Peppers släppt upp till den punkten.

### Red Hot Chili Peppers (1988–1992, 1998–2009)
Frusciante upptäcktes av Flea som är basgitarrist i Red Hot Chili Peppers, då deras dåvarande gitarrist, Hillel Slovak nyligen avlidit efter år av drogmissbruk. Anthony Kiedis, som är sångare i bandet, fastnade för Johns funkiga gitarrslingor, vilka framför allt märks i låtar som "Sir Psycho Sexy", "Mellowship Slinky in B Major" och "Sexy Mexican Maid". Frusciantes gitarrspel kännetecknas av stor teknisk kompetens och i Red Hot Chili Peppers avslutas inte sällan låtarna med ett gitarrsolo. 
Frusciante lämnade bandet mitt under deras Japan-turné 1992, då Frusciante kände sig missnöjd med bandets framgång. Frusciantes avhopp var svårt att hantera, inte minst för Frusciante själv, som villigt påbörjade ett grovt heroinmissbruk då han kände att hans karriär var över.
Efter att ha hoppat av RHCP stängde Frusciante in sig i sin bostad, och sysselsatte sig med att spela in musik, måla och konsumera massiva mängder droger. En välkänd intervju från 1994, filmad för en dokumentär av bandet visar Frusciante, nu fullt insjunken i drogmissbruket. Intervjun avslöjade allvaret av situationen, då Frusciante, då grovt underviktig med ruttnande tänder entusiastiskt förklarade sin kärlek till heroin, och visade upp några låtar på en ostämd gitarr. Under perioden 1993 till 1997 ska Frusciante ha tagit heroin dagligen, en vana som kostade honom uppåt 500 dollar om dagen. Han släppte även två album, Niandra LaDes and Usually Just a T-shirt år 1994 och Smile From the Streets You Hold 1997.
1998 slutade Frusciante med droger, och efter genomgående procedurer för att laga skadorna missbruket gjort Frusciantes tänder, käke och armar återvände han till Red Hot Chili Peppers. med Californication (1999) som blev en kommersiell braksuccé. Han har också släppt ett antal soloalbum, varav hela sex stycken som en serie 2004, samt medverkat på flera album med The Mars Volta.
Californications efterföljare, By the Way var nästan exklusivt skriven av Frusciante, som införde mer melodiska och elektroniska inslag till musiken. Det är även välkänt att Frusciante och basisten Flea under denna tid kom i konflikt, vilket nästan resulterade i att Flea lämnade gruppen, då han ansåg Frusciante för kontrollerande, och bandets sound för avlägsnat från deras rötter.
I december 2009 meddelade Frusciante att han hade lämnat Red Hot Chili Peppers redan över ett år tidigare, under 2008. Josh Klinghoffer tog över bandets sologitarr efter Frusciante.
Frusciante kommer från en musikalisk familj. I låten "Under the Bridge" står hans mamma, Gail Frusciante och hennes körgrupp för bakgrundsstämmor.

### Övrigt
- Han spelade sig själv, tillsammans med Timothy Leary, i den aldrig publicerade kortfilmen "Stuff" från 1992, regisserad av Johnny Depp. Han bidrog också med soundtracket. Filmen handlar om Frusciantes liv.[7]
- Tillsammans med Josh Klinghoffer (trummor) och Joe Lally (basgitarr) har Frusciante under bandnamnet Ataxia givit ut albumen Automatic Writing (2004) och Automatic Writing 2 (2007).
- Frusciante har komponerat filmmusik i samarbete med Vincent Gallo. Gallo har i sin tur fotograferat bilder till Frusciantes CD-omslag och regisserat ett par av hans musikvideor.
- John är också exekutiv producent för Omar Rodríguez-López film The Sentimental Engine Slayer (2010). Omar är en vän till John och de samarbetar i bandet The Mars Volta.

## Diskografi

### Soloalbum
- 1994 – Niandra LaDes and Usually Just a T-Shirt
- 1997 – Smile From the Streets You Hold
- 2001 – To Record Only Water for Ten Days
- 2001 – From the Sounds Inside (endast för nerladdning från Internet)
- 2004 – Shadows Collide With People
- 2004 – The Will to Death
- 2004 – DC EP
- 2004 – Inside of Emptiness
- 2005 – Curtains
- 2009 – The Empyrean
- 2012 – Letur-Lefr (EP)
- 2012 – PBX Funicular Intaglio Zone
- 2013 – Outsides (EP)
- 2014 – Enclosure
- 2015 – 4-Track Guitar Music (EP, släppt gratis på Bandcamp)
- 2015 – Renoise Tracks 2009-2011 (släppt gratis på Bandcamp)
- 2016 – Foregrow (EP)
- 2020 – Maya

Som Trickfinger
- 2015 – Trickfinger
- 2017 – Trickfinger II
- 2020 – Look Down, See Us (EP)
- 2020 – She Smiles Because She Presses the Button

### MedRed Hot Chili Peppers
- 1989 – Mother's Milk
- 1991 – Blood Sugar Sex Magik
- 1999 – Californication
- 2002 – By the Way
- 2006 – Stadium Arcadium

### MedAtaxia
- 2004 – Automatic Writing
- 2007 – Automatic Writing 2

### MedMars Volta
- 2003 – De-Loused In The Comatorium
- 2005 – Frances The Mute
- 2006 – Amputechture
- 2008 – The Bedlam in Goliath
- 2009 – Octahedron

### MedOmar Rodríguez-López
- 2010 – Omar Rodriguez Lopez & John Frusciante
- 2010 – Sepulcros De Miel (Omar Rodriguez Lopez Quartet)

### Andra samarbeten
- 2004 – A Sphere in the Heart of Silence (med Josh Klinghoffer)